# Loofboombladroller
De loofboombladroller (Gypsonoma dealbana) is een vlinder uit de familie bladrollers (Tortricidae). De wetenschappelijke naam is voor het eerst geldig gepubliceerd in 1828 door Frolich.

## Kenmerken
De loofboombladroller heeft een spanwijdte van 11-14 mm. Deze motten hebben een roomwitte vlek op de voorkant van het hoofd. Hij is de meest variabele van de soort in het geslacht Gypsonoma in algemene kleuring en helderheid van de voorvleugelmarkeringen. De witte grondkleur kan worden bedekt door een  loodgrijze of bruinachtige grijze waas met markeringen die minder duidelijk zijn en vaak gedeeltelijk verborgen zijn.

## Levenswijze
Volwassenen vliegen van juli tot augustus. De larven voeden zich met verschillende loofbomen, waaronder de soorten Salix, Populus, Crataegus, Quercus en Corylus. Ze voeden zich in de herfst met de bladeren en eten de knoppen, katjes, jonge scheuten en gesponnen bladeren in de lente. De verpopping vindt plaats in een cocon in de larvale bewoning of in de bodem.

## Verspreiding
De soort komt voor in Europa. In Nederland komt de soort algemeen voor.